# Veddige landskommun
Veddige landskommun var en tidigare kommun i Hallands län. 

## Administrativ historik
Kommunen inrättades i Veddige socken i Viske härad i Halland när 1862 års kommunalförordningar trädde i kraft 1863. 
Vid kommunreformen 1952 bildade den storkommun genom sammanläggning med Sällstorp och Ås.
Sedan 1971 tillhör området Varbergs kommun.
Kommunkoden 1952-1970 var 1326

### Kyrklig tillhörighet
I kyrkligt hänseende tillhörde kommunen Veddige församling. Den 1 januari 1952 tillkom Sällstorps församling och Ås församling.

## Geografi
Veddige landskommun omfattade den 1 januari 1952 en areal av 139,52 km², varav 134,41 km² land.

### Tätorter i kommunen 1960
I Veddige landskommun fanns tätorten Veddige, som hade 565 invånare den 1 november 1960. Tätortsgraden i kommunen var då 18,5 procent.

## Politik

### Mandatfördelning i valen 1938-1966
| 4 | 8 | 8 |

| 20 |

| 4 | 6 | 10 |

| 20 |

| 4 | 7 | 9 |

| 20 |

| 6 | 6 | 18 | 5 |

| 31 |

| 8 | 5 | 16 | 6 |

| 33 |

| 6 | 20 | 2 | 7 |

| 32 |

| 8 | 3 | 18 | 2 | 4 |

| 32 |

| 7 | 18 | 3 | 2 | 5 |

| 33 |